# 国鉄ミ200形貨車
国鉄ミ200形貨車（こくてつミ200がたかしゃ）は、かつて日本国有鉄道（国鉄）およびその前身である鉄道省等に在籍した水運車（水槽車）である。

## 概要
1932年（昭和7年）2月から1934年（昭和9年）3月にかけてタ1550形、廃車タンク車（瓦斯用）を種車として10 t積み水運車ミ200形13両（ミ200 - ミ212）が苗穂工場、鷹取工場の2か所にて製作された。この内ミ212を除く全ての車両が苗穂工場にて製作され札幌鉄道管理局へ配属された。種車となったタ1550形は鉄道省所有の「瓦斯（ガス）」輸送用貨車である。このガスは客車内照明用（ガス灯）に使用されていた。照明は次第に電灯に切り替わり廃車車両が増えていき、この廃車車両を再利用したものが本形式である。
塗色は、黒であり、寸法関係は種車により違いがあるが一例として全長は8,010 mm、全幅は1,651 mm、全高は2,824 mm、軸距は3,810 mm、自重は9.0 t - 9.1 t、換算両数は積車2.0、空車1.0、最高運転速度は65 km/hであった。
1963年（昭和38年）に最後まで在籍した車両が廃車となり同時に形式消滅となった。

### 車番履歴
| ミ200形 | 種車         | 改造年月   | 改造工場 | 配属先 |
| ------- | ------------ | ---------- | -------- | ------ |
| ミ200   | タ1550       | 昭和7年3月 | 苗穂     | 札幌   |
| ミ201   | タ1552       | 昭和7年3月 | 苗穂     | 札幌   |
| ミ202   | タ1553       | 昭和7年3月 | 苗穂     | 札幌   |
| ミ203   | タ1554       | 昭和7年3月 | 苗穂     | 札幌   |
| ミ204   | タ1563       | 昭和7年2月 | 苗穂     | 札幌   |
| ミ205   | タ1570       | 昭和7年2月 | 苗穂     | 札幌   |
| ミ206   | タ1571       | 昭和7年2月 | 苗穂     | 札幌   |
| ミ207   | 廃車タンク車 | 昭和9年1月 | 苗穂     | 札幌   |
| ミ208   | 廃車タンク車 | 昭和9年1月 | 苗穂     | 札幌   |
| ミ209   | 廃車タンク車 | 昭和9年1月 | 苗穂     | 札幌   |
| ミ210   | 廃車タンク車 | 昭和9年1月 | 苗穂     | 札幌   |
| ミ211   | 廃車タンク車 | 昭和9年1月 | 苗穂     | 札幌   |
| ミ212   | タ1558       | 昭和9年3月 | 鷹取     | 大阪   |